# Aelbregt de Keizer
Aelbregt de Keizer fue un célebre alfarero de Delft, en los Países Bajos, que en 1650 aplicó a sus lozas la ornamentación de las porcelanas china y japonesa, que por aquel tiempo venían ya a Europa. Su ejemplo fue imitado por los demás artífices holandeses y bien pronto adquirieron nueva vida, modificados de modo característico por la mano del pintor europeo, las pinturas de la cerámica asiática.